# دیدار (فیلم ۱۹۵۵)
دیدار (ترکی آذربایجانی: Görüş) یک فیلم کمدی محصول ۱۹۵۵ دربارهٔ عشق یک زن ازبک و یک مرد آذربایجانی است. این فیلم در ۶ اوت ۱۹۵۶ در مسکو به نمایش درآمد.